# Stadion Tvrđava u Smederevu
Stadion Tvrđava ili Stadion FK Smederevo je višenamjenski stadion u Smederevu, u Srbiji. Najčešće se koristi za nogometne utakmice, te je domaće igralište za FK Smederevo, nogometni klub iz istoimenog grada. Kapaciteta je 17.200 gledatelja.
Ovaj je stadion jedan od najmodernijih u Srbiji i ima jedan od najboljih terena u toj zemlji. Sastoji se od nogometnog terena, četiri tribine, dva polukružna objekta i zgrade svlačionica, koja se nalazi ispod sjeverne tribine. Stadion ima oblik zatvorene školjke.